# Wibaux
Wibaux is een plaats (town) in de Amerikaanse staat Montana, en valt bestuurlijk gezien onder Wibaux County.

## Demografie
Bij de volkstelling in 2000 werd het aantal inwoners vastgesteld op 567.
In 2006 is het aantal inwoners door het United States Census Bureau geschat op 485, een daling van 82 (-14,5%).

## Geografie
Volgens het United States Census Bureau beslaat de plaats een oppervlakte van
2,8 km², geheel bestaande uit land. Wibaux ligt op ongeveer 848 m boven zeeniveau.

## Plaatsen in de nabije omgeving
De onderstaande figuur toont nabijgelegen plaatsen in een straal van 44 km rond Wibaux.